# Ruslan Abbasov (lekkoatleta)
Ruslan Abbasov (ur. 24 czerwca 1986 w Baku) – azerski lekkoatleta specjalizujący się w biegu na 100 metrów. Uczestniczył w Letnich Igrzyskach Olimpijskich w 2008 roku.

## Rekordy życiowe
| Dystans            | Wynik | Miejsce | Data            |
| ------------------ | ----- | ------- | --------------- |
| Bieg na 60 metrów  | 6.75  | Baku    | 6 stycznia 2008 |
| Bieg na 100 metrów | 10.28 | Baku    | 21 lipca 2007   |
| Bieg na 200 metrów | 20.74 | Baku    | 3 czerwca 2007  |

## Najlepsze wyniki w sezonie
Bieg na 100 metrów
| Rok  | Wynik | Miejsce          | Data            |
| ---- | ----- | ---------------- | --------------- |
| 2006 | 10.67 | Nowy Sad         | 17 czerwca 2006 |
| 2007 | 10.28 | Baku             | 21 lipca 2007   |
| 2008 | 10.31 | Bańska Bystrzyca | 21 czerwca 2008 |
| 2011 | 10.42 | Żukowski         | 3 lipca 2011    |
| 2012 | 10.58 | Helsinki         | 27 czerwca 2012 |

Bieg na 200 metrów
| Rok  | Wynik | Miejsce  | Data            |
| ---- | ----- | -------- | --------------- |
| 2006 | 20.86 | Göteborg | 9 sierpnia 2006 |
| 2007 | 20.74 | Baku     | 3 czerwca 2007  |
| 2008 | 21.18 | Lucerna  | 16 lipca 2008   |